# Estret de Vilkitski
L'estret de Vilkitski és un estret que separa la península de Taimir de l'arxipèlag de Severnaia Zemlià (Terra del Nord) i connecta el mar de Kara amb el mar de Làptev. Està cobert de gel durant tot l'any.
La longitud de l'estret de Vilkitski és de 130 km i l'amplada al punt més estret entre el cap Txeliüskin i el cap Taimir a l'illa Bolxevic és de 56 km. A l'est de l'illa Bolxevic, en direcció nord-est, l'estret de Vilkitski es bifurca en l'estret d'Evgènov, que separa aquesta gran illa de dues illes més petites situades a l'extrem sud-est de l'arxipèlag: l'illa Starokadomski i l'illa Mali Taimir. A l'oest de l'estret de Vilkitski s'hi troba ubicat un grup de quatre petites illes anomenades illes Heiberg. En aquesta zona la profunditat del mar és de 100 a 150 m, i a la part oriental més de 200 m.
L'estret de Vilkistki és la part més septentrional de la Ruta del Mar del Nord, i fou travessat per primera vegada el 1878 pel suec Adolf Erik Nordenskiöld.
Segons el geògraf rus i soviètic E. M. Pospelov, l'estret va ser descobert l'any 1913 per una expedició hidrogràfica sota el comandament de l'oficial de la marina russa Boris Andrèievitx Vilkitski (1885-1961). El 1916, l'estret fou anomenat Tsesarevitx Alexei, en honor al tsarévitx Alexei Nikolaevich (1904-1918), hereu del tron rus. No obstant, el 1918 l'estret fou rebatejat amb el nom de Boris Vilkitski, nom i cognom del cap de l'expedició que havia descobert l'estret el 1913.
Des de 1954, l'estret s'anomena només amb el cognom, quedant simplement com a estret de Vilkitsk, tot i que especificar el nom de l'investigador és d'una importància fonamental, ja que a l'Àrtida existeixen caps, illes, i fins i tot la glacera de Vilkitski, les quals no deuen el seu nom a Boris Andrèievitx Vilkitski sinó seu pare, Andrei Ippolitovitx Vilkitski, que també fou militar i hidrograf de la marina russa. Aquesta difusió del nom no és casual sinó que va tenir una motivació política, ja que a l'any 1920 el Vilkitski fill va emigrar de la Rússia soviètica. Deixant només el cognom de Vilkitski, tots els indrets anomenats en el seu honor van quedar dissolts i confosos amb aquells anomenats en honor al seu pare.
Malgrat tot, la Gran Enciclopèdia Soviètica, Gran Diccionari Enciclopèdic (2000) també anomena l'estret explícitament B. A. Vilkitski, en honor al seu descrobidor.